# Бицир
Бицир (словац. Bicír) — річка в Словаччині, права притока Левочського потоку, протікає в окрузі  Левоча.
Довжина — 11-12.3 км. Витік знаходиться в масиві Левоцькі гори — на висоті 780 метрів. Протікає територією сіл Влковце і Длге Страже.
Впадає в Левочський потік на висоті 472 метри.